# Reseda tomentosa
Reseda tomentosa är en resedaväxtart som beskrevs av Pierre Edmond Boissier. Reseda tomentosa ingår i släktet resedor, och familjen resedaväxter. Utöver nominatformen finns också underarten R. t. glabrata.